# Ulf Samuelsson
Pour les articles homonymes, voir Samuelsson.
Ulf Samuelsson (né le 26 mars 1964 à Fagersta en Suède) est un joueur suédois professionnel de hockey sur glace. Il est le père des joueurs Henrik et Philip. Il n'a pas de lien de famille avec Kjell Samuelsson avec qui il a joué en 1983-84 puis entre 1992 et 1994.
Champion du monde junior en 1984 avec l'équipe de Suède, il remporte également la Coupe Stanley à deux reprises avec les Penguins de Pittsburgh en 1991 et 1992. Au cours de sa carrière de joueur, il est surtout connu pour son jeu physique, ses implications dans les bagarres et même sa mère dira de lui qu'il est un « dirty player », un joueur au jeu sale.
Le 5 juin 2005, il est nommé assistant de l'entraîneur des Coyotes de Phoenix de la Ligue nationale de hockey, Wayne Gretzky. Il occupe le poste jusqu'en 2011, année où il rejoint MODO Hockey en tant qu'entraîneur en chef.

## Biographie

### Ses débuts en Europe

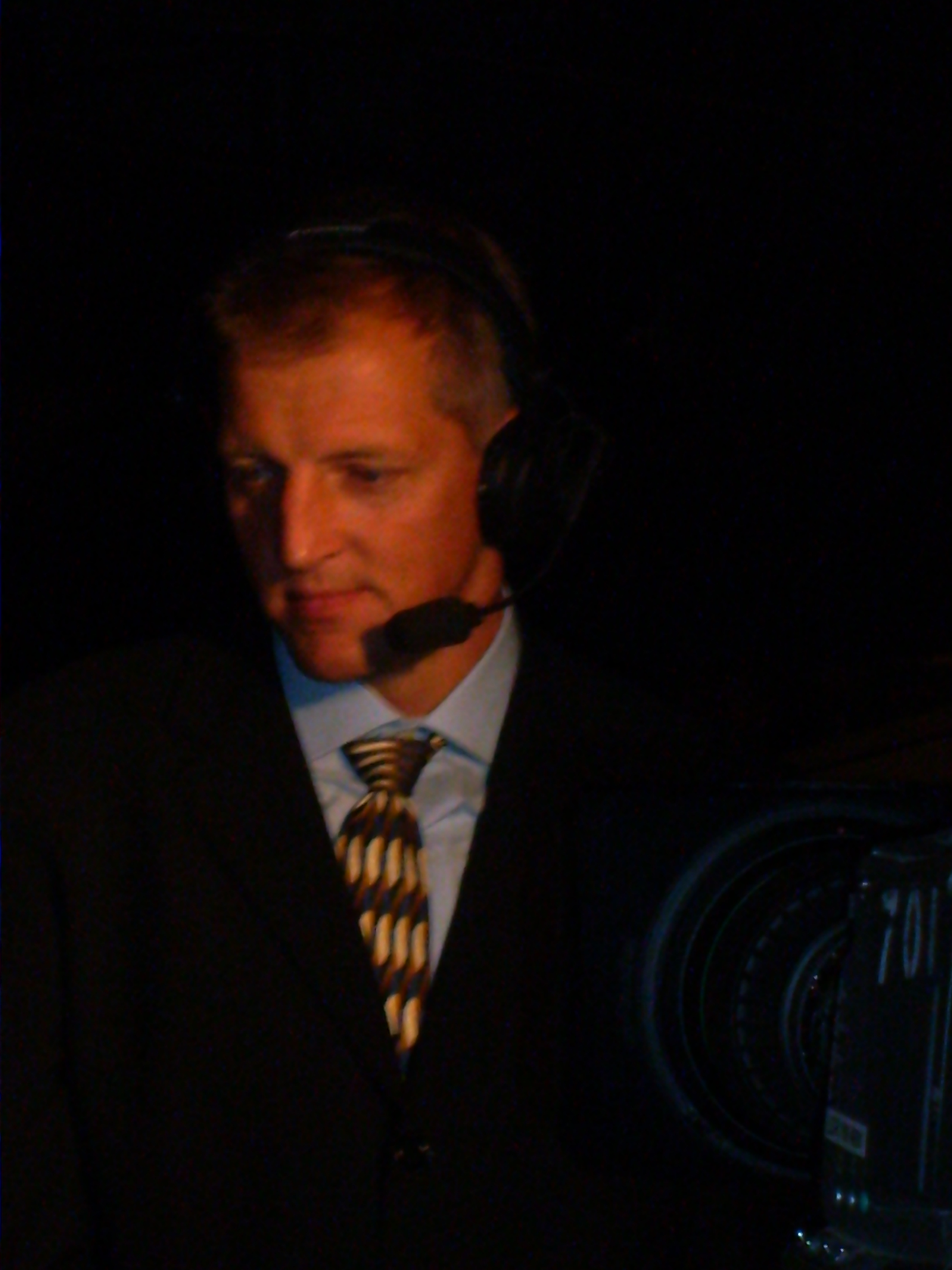
Tomas Sandström et Samuelsson remportent ensemble le titre de champion d'Europe junior en 1982.

Ulf Samuelsson est né le 26 mars 1964 à Fagersta en Suède. Comme de nombreux Suédois, il grandit avec Börje Salming comme modèle puis commence sa carrière professionnelle en jouant pour le club de sa ville natale en 1980-1981, le Fagersta AIK. Le club évolue alors au troisième échelon professionnel du pays et il aide son équipe à remonter dans la division 1, le deuxième échelon. Il change alors d'équipe en quittant son club formateur pour rejoindre celui de Leksands IF pour la saison 1981-1982 dans le championnat élite du pays, l'Elitserien. Au cours de cette saison, il est sélectionné pour la première fois de sa carrière pour jouer pour le championnat du monde junior avec l'équipe de Suède junior ; il obtient une cinquième place au classement en totalisant trois points et dix-huit minutes de pénalités en sept rencontres jouées. Son équipe, Leksands, finit la saison à la sixième place du classement.
Après la fin du championnat, il rejoint une nouvelle fois l'équipe de Suède junior, cette fois pour le championnat d'Europe qui se joue en Suède. Après une première place à l'issue de la première phase avec trois victoires en autant de matchs, la Suède remporte les deux rencontres de la poule finale 7-5 contre la Finlande et 5-3 contre l'URSS pour gagner la médaille d'or. À titre personnel, Samuelsson n'inscrit que trois points mais son apport défensif fait qu'il est désigné comme défenseur dans l'équipe type du tournoi aux côtés de Dominik Hašek (Tchécoslovaquie) dans les buts, Alekseï Goussarov (URSS) en défense et les attaquants tchécoslovaques Petr Klíma et Petr Rosol ainsi que Tomas Sandström autre joueur suédois.
Lors de l'été qui suit, il est le 67e joueur choisi lors du repêchage d'entrée dans la Ligue nationale de hockey par les Whalers de Hartford. Devant faire son service militaire en Suède, il ne rejoint pas pour autant l'Amérique du Nord et continue pendant deux saisons à jouer avec Leksands IF. Lors du championnat 1982-1983, son équipe termine à la cinquième place du classement de la saison régulière et est éliminée des séries éliminatoires. Fin décembre 1982, il participe une nouvelle fois au championnat du monde junior aux côtés de Tomas Sandström, qui termine meilleur attaquant de cette nouvelle édition. Malgré, Sandström la Suède se classe à la quatrième place. Lors de la saison suivante, Leksands IF est une nouvelle fois éliminée des playoffs avec une septième place au classement et les joueurs juniors de Suède terminent le championnat du monde cinquièmes. Samuelsson est un des derniers joueurs de l'équipe nationale de Suède à être écarté de la sélection avant la Coupe Canada 1984 et finalement rejoint les Whalers lors de leur camp d'entraînement au cours de l'été 1984.

### Les Whalers de Hartford
Il joue son premier match de sa carrière dans la LNH lors de la saison 1984-1985, le 11 octobre, contre les Rangers de New York. Pour sa première saison en Amérique du Nord, il joue une quarantaine de matchs pour Hartford dans la LNH mais en joue également une quarantaine lors de la saison de la Ligue américaine de hockey avec l'équipe affiliée à la franchise de la LNH, les Whalers de Binghamton. Derniers de la division Adams, les Whalers ne jouent pas les séries éliminatoires de la Coupe Stanley. À la fin de la saison, il met fin à la carrière de Pierre Mondou des Canadiens de Montréal en lui mettant un coup de crosse dans l'œil,. Samuelsson participe avec l'équipe de Suède au championnat du monde mais celle-ci se classe sixième, la pire place au classement de la nation depuis 1937.
Dave Tippett et Samuelsson sont les deux seuls joueurs de l'équipe à jouer l'intégralité des quatre-vingt rencontres de la saison suivante alors que les Whalers se qualifient pour les séries pour la première fois depuis les séries de 1980. Ils éliminent les Nordiques de Québec en trois rencontres en premières rondes des séries ; la dernière rencontre entre les deux équipes se termine par une victoire 9-4 de l'équipe des Whalers, Samuelsson inscrivant le cinquième but des siens. Les Whalers perdent en finale de division contre les Canadiens à la suite d'un septième match qui se décide en prolongation par un but de Claude Lemieux.
Lors de la saison 1986-1987, les Whalers sont menés offensivement par Ron Francis qui inscrit quatre-vingt-treize points ; Samuelsson manque deux rencontres sur la saison et inscrit trente-trois points dont seulement deux buts. L'équipe termine en tête de la division Adams pour la première fois de son histoire dans la LNH. Après deux victoires en ouverture des séries contre Québec, les Whalers s'inclinent finalement 4-2 avec une nouvelle défaite en prolongation lors de la sixième rencontre grâce à un but de Peter Šťastný. Au cours de la saison, Samuelsson est choisi dans la sélection de la LNH pour jouer Rendez-Vous '87 contre l'URSS à Québec.
Au cours des saisons qui suivent le scénario est à chaque fois le même : l'équipe se qualifie pour les séries mais est éliminée à chaque fois en première ronde : 4-2 et 4-0 par les Canadiens en 1987-1988 et en 1988-1989. À la fin de la saison 1987-1988, il est élu par ses coéquipiers meilleur joueur de l'équipe. L'équipe des Whalers perd également au premier tour des séries en 1989-1990, mais cette fois contre les Bruins de Boston et en sept rencontres. À la suite de cette élimination, Samuelsson fait son retour au championnat du monde avec la Suède et il y remporte sa première médaille senior en finissant à la deuxième place du classement derrière l'URSS.

### Les Penguins de Pittsburgh
Il commence la saison suivante avec les Whalers mais il fait partie d'un échange massifs de joueurs entre les Whalers et les Penguins de Pittsburgh. Le 4 mars 1991, Grant Jennings, Ron Francis et Samuelsson sont échangés en retour de John Cullen, Jeff Parker et Zarley Zalapski. Les observateurs voient alors les Whalers comme largement « vainqueurs » de cet échange. Arrivant à Pittsburgh, il se rend compte qu'il est acclamé par les fans des Penguins : il est tout d'abord surpris, habitué à n'être apprécié seulement de ses coéquipiers, il déclare alors : « Être apprécié  pour le travail que tu fais - casser le jeu et réaliser des mises en échec - est quelque chose de très spécial ». Ulf Samuelsson joue quatorze matchs de la fin de la saison des Penguins alors que l'équipe finissent au premier rang de leur division, la division Patrick, tout de même à douze points des Bruins de Boston - champions de la association Walles - et à dix-huit points des Blackhawks de Chicago - champions sur la saison régulière avec cent-six points. Mark Recchi est le meilleur pointeur de l'équipe, le capitaine de l'équipe, Mario Lemieux, manquant les cinquante premiers matchs de la saison. Ils parviennent à remporter leur première Coupe Stanley de leur histoire en perdant à chaque fois le premier match de chaque série. Ils battent tour à tour les Devils du New Jersey, les Capitals de Washington, les Bruins de Boston avant de retrouver en finale la dernière équipe qualifiée pour les séries : les North Stars du Minnesota.
Lors de la ronde contre les Bruins, Samuelsson a la charge de s'occuper de Cam Neely et de le distraire de son jeu par tous les moyens ; finalement, lors du sixième match, le Suédois porte une mise en échec sur le genou de Neely et ce dernier quitte la glace sur blessure alors que Samuelsson ne reçoit pas de pénalité pour son geste dangereux. Les Penguins remportent la Coupe Stanley au bout de six rencontres contre Minnesota, la dernière rencontre se terminant sur le score de 8-0 par un blanchissage de Tom Barrasso dans les buts ; le premier but, et donc le but vainqueur, du match est inscrit par le joueur Suédois.
Au cours des Jeux olympiques de Nagano, il est exclu de l'équipe suédoise à la fin de la première phase ; à la fin d'un entraînement, Michael Farber, journaliste américain, demande en plaisantant à un journaliste suédois du Svenska Dagbladet, Janne Bengtsson, pourquoi les États-Unis ont accepté de donner la nationalité américaine à un joueur avec un tel jeu. Lors du dernier match de la première phase contre la Biélorussie, Bengtsson approche le président de la Fédération de Suède de hockey sur glace, Rickard Fagerlund, et lui demande alors officiellement s'il est au courant de la nouvelle nationalité de Samuelsson et de la loi suédoise qui annule alors la nationalité suédoise du défenseur de la LNH. Fagerlund exclut donc Samuelsson de son équipe et après plus de cent matchs joués sous le maillot national Samuelsson ne jouera plus un seul match sous les couleurs du Tre kronor.

### Carrière d'entraîneur
À la suite de sa carrière de joueur, il deviendra entraîneur de différentes équipes de hockey en Amérique du Nord.

## Statistiques

### Statistiques en club
| Saison     | Équipe                 | Ligue              |       | Saison régulière | Saison régulière | Saison régulière | Saison régulière | Saison régulière |   | Séries éliminatoires | Séries éliminatoires | Séries éliminatoires | Séries éliminatoires | Séries éliminatoires |
| Saison     | Équipe                 | Ligue              | PJ    | B                | A                | Pts              | Pun              | PJ               | B | A                    | Pts                  | Pun                  |                      |                      |
| 1980-1981  | Fagersta AIK           | Division 2 Östra A | 22    | 11               | 5                | 16               | -                | -                | - | -                    | -                    | -                    |                      |                      |
| 1981-1982  | Leksands IF            | Elitserien         | 31    | 3                | 1                | 4                | 40               | -                | - | -                    | -                    | -                    |                      |                      |
| 1982-1983  | Leksands IF            | Elitserien         | 33    | 9                | 6                | 15               | 72               | -                | - | -                    | -                    | -                    |                      |                      |
| 1983-1984  | Leksands IF            | Elitserien         | 36    | 5                | 11               | 16               | 53               | -                | - | -                    | -                    | -                    |                      |                      |
| 1984-1985  | Whalers de Binghamton  | LAH                | 36    | 5                | 11               | 16               | 92               | -                | - | -                    | -                    | -                    |                      |                      |
| 1984-1985  | Whalers de Hartford    | LNH                | 41    | 2                | 6                | 8                | 83               | -                | - | -                    | -                    | -                    |                      |                      |
| 1985-1986  | Whalers de Hartford    | LNH                | 80    | 5                | 19               | 24               | 174              | 10               | 1 | 2                    | 3                    | 38                   |                      |                      |
| 1986-1987  | Whalers de Hartford    | LNH                | 78    | 2                | 31               | 33               | 162              | 5                | 0 | 1                    | 1                    | 41                   |                      |                      |
| 1987-1988  | Whalers de Hartford    | LNH                | 76    | 8                | 33               | 41               | 159              | 5                | 0 | 0                    | 0                    | 8                    |                      |                      |
| 1988-1989  | Whalers de Hartford    | LNH                | 71    | 9                | 26               | 35               | 181              | 4                | 0 | 2                    | 2                    | 4                    |                      |                      |
| 1989-1990  | Whalers de Hartford    | LNH                | 55    | 2                | 11               | 13               | 177              | 7                | 1 | 0                    | 1                    | 18                   |                      |                      |
| 1990-1991  | Whalers de Hartford    | LNH                | 62    | 3                | 18               | 21               | 174              | -                | - | -                    | -                    | -                    |                      |                      |
| 1990-1991  | Penguins de Pittsburgh | LNH                | 14    | 1                | 4                | 5                | 37               | 20               | 3 | 2                    | 5                    | 34                   |                      |                      |
| 1991-1992  | Penguins de Pittsburgh | LNH                | 62    | 1                | 14               | 15               | 206              | 21               | 0 | 2                    | 2                    | 39                   |                      |                      |
| 1992-1993  | Penguins de Pittsburgh | LNH                | 77    | 3                | 26               | 29               | 249              | 12               | 1 | 5                    | 6                    | 24                   |                      |                      |
| 1993-1994  | Penguins de Pittsburgh | LNH                | 80    | 5                | 24               | 29               | 199              | 6                | 0 | 1                    | 1                    | 18                   |                      |                      |
| 1994-1995  | Leksands IF            | Elitserien         | 2     | 0                | 0                | 0                | 8                | -                | - | -                    | -                    | -                    |                      |                      |
| 1994-1995  | Penguins de Pittsburgh | LNH                | 44    | 1                | 15               | 16               | 113              | 7                | 0 | 2                    | 2                    | 8                    |                      |                      |
| 1995-1996  | Rangers de New York    | LNH                | 74    | 1                | 18               | 19               | 122              | 11               | 1 | 5                    | 6                    | 16                   |                      |                      |
| 1996-1997  | Rangers de New York    | LNH                | 73    | 6                | 11               | 17               | 138              | 15               | 0 | 2                    | 2                    | 30                   |                      |                      |
| 1997-1998  | Rangers de New York    | LNH                | 73    | 3                | 9                | 12               | 122              | -                | - | -                    | -                    | -                    |                      |                      |
| 1998-1999  | Rangers de New York    | LNH                | 67    | 4                | 8                | 12               | 93               | -                | - | -                    | -                    | -                    |                      |                      |
| 1998-1999  | Red Wings de Détroit   | LNH                | 4     | 0                | 0                | 0                | 6                | 9                | 0 | 3                    | 3                    | 10                   |                      |                      |
| 1999-2000  | Flyers de Philadelphie | LNH                | 49    | 1                | 2                | 3                | 58               | -                | - | -                    | -                    | -                    |                      |                      |
| Totaux LNH | Totaux LNH             | Totaux LNH         | 1 080 | 57               | 275              | 332              | 2 453            | 132              | 7 | 27                   | 34                   | 288                  |                      |                      |

### Statistiques en équipe nationale
| Année | Équipe       | Compétition                 |   | PJ | B | A | Pts | Pun                    |  | Résultat |
| 1982  | Suède junior | Championnat du monde junior | 7 | 1  | 2 | 3 | 18  | 5e place               |  |          |
| 1982  | Suède junior | Championnat d'Europe junior | 5 | 2  | 1 | 3 | 10  | Médaille d'or          |  |          |
| 1983  | Suède junior | Championnat du monde junior | 1 | 0  | 1 | 1 |     | 4e place               |  |          |
| 1984  | Suède junior | Championnat du monde junior | 7 | 1  | 4 | 5 | 18  | 5e place               |  |          |
| 1985  | Suède        | Championnat du monde        | 9 | 1  | 2 | 3 | 22  | 6e place               |  |          |
| 1990  | Suède        | Championnat du monde        | 7 | 2  | 0 | 2 | 18  | Médaille d'argent      |  |          |
| 1991  | Suède        | Coupe Canada                | 3 | 0  | 0 | 0 | 4   | Défaite en demi-finale |  |          |
| 1998  | Suède        | Jeux olympiques             | 3 | 0  | 1 | 1 | 4   | 5e place               |  |          |

## Transactions en carrière
- 4 mars 1991 - échangé aux Penguins de Pittsburgh par les Whalers de Hartford avec Ron Francis et Grant Jennings en retour de John Cullen, de Jeff Parker et de Zarley Zalapski.
- 31 août 1995 - échangé aux Rangers de New York par les Penguins en compagnie de Luc Robitaille contre Petr Nedvěd et Sergueï Zoubov.
- 23 mars 1999 - échangé aux Red Wings de Détroit par les Rangers en retour de deux choix de ronde lors du repêchage d'entrée de 1999.
- 25 juin 1999 - échangé aux Thrashers d'Atlanta par les Red Wings en retour de considérations futures.
- 19 octobre 1999 - signe en tant qu'agent libre avec les Flyers de Philadelphie.